# Паркс, Китон
Китон Александер Паркс (англ. Keaton Alexander Parks; родился 6 августа 1997 года в Плейно, Техас, США) — американский футболист, полузащитник клуба «Нью-Йорк Сити» и сборной США.

## Клубная карьера
Паркс — воспитанник клубов «Ливерпуль Уорриорз» и португальского «Варзина». 4 сентября 2016 года в матче против «Авеша» он дебютировал в Сегунда-лиге. 17 декабря в поединке против «Фамаликана» Китон забил свой первый гол за «Варзин».
Летом 2017 года Паркс подписал контракт с лиссабонской «Бенфикой», где начал выступать за второй состав. 17 декабря в матче против «Тондела» он дебютировал в Сангриш-лиге, заменив во втором тайме Андре Алмейду.
19 января 2019 года Паркс был взят в аренду клубом MLS «Нью-Йорк Сити» на сезон 2019. В главной лиге США он дебютировал 2 марта в матче первого тура сезона против «Орландо Сити», выйдя на замену в концовке. 12 июня в матче Открытого кубка США против «Норт Каролины» он забил свои первые голы за «Нью-Йорк Сити», оформив дубль. 8 января 2020 года «Нью-Йорк Сити» выкупил Паркса у «Бенфики» и подписал с ним многолетний контракт.

## Международная карьера
28 мая 2018 года в товарищеском матче против сборной Боливии Паркс дебютировал за сборную США, заменив во втором тайме Джо Корону.